# Собор Михаила Архангела (Тегусигальпа)
Собор Михаила Архангела (исп. Catedral de San Miguel Arcángel) — кафедральный храм митропольной архиепархии Тегусигальпы Римско-католической церкви в городе Тегусигальпа, в Гондурасе. Храм освящён в честь святого Архангела Михаила. С 1967 года в списке государственных памятников Гондураса.
В 1746 году пожар в Тегусигальпе уничтожил приходской храм. В 1756 году Диего Родригес де Ривас-и-Веласко, епископ Гондураса, чья кафедра в то время находилась в городе Комаягуа, приказал построить новый храм на том же месте. Исполнение своего приказа епископ поручил священнику Хосе-Симеону Селайя-Сепеде, выпускнику Тридентинского колледжа в Комаягуа.
Приход святого Михаила Архангела был основан в 1763 году. Собор по проекту архитектора Хосе-Грегори-Насиансен Кироса, уроженца Гватемалы, строился с 1765 по 1786 год. Первое богослужение в нём провёл монах Антонио де Сан-Мигель в 1782 году.
Базилика в стиле барокко имеет 60 метров в длину, 11 метров в ширину и 18 метров в высоту. Она имеет один сводчатый неф и купол высотой в 30 метров. В 1788 году по заказу епископа Хосе-Мигель Гомес расписал стены собора. Среди созданных им фресок — «Святое Семейство», «Святая Троица», «Святой Иосиф де Каласанс» и «Тайная вечеря». Написанные им, образы четырёх евангелистов украшают свод. Передняя часть главного алтаря со скульптурой святого Михаила Архангела покрыта серебром. За зданием собора устроен грот с алтарем в честь Богоматери Лурдской.
Землетрясение 1823 года привело к серьезным повреждениям. По этой причине до 1829 года собор был закрыт на ремонт. В 1934 году художники Тереса-Виктория Фортинь-Франко и Алехандро дель Веккьо реставрировали фрески в храме. Собор был объявлен Национальным памятником Законодательным декретом № 8, принятым в июле 1967 года Палатой депутатов по просьбе Эктора-Энрике Сантос-Эрнандеса, архиепископа Гондураса.